# Helmut Stechemesser
Helmut Stechemesser (* 14. August 1953) ist ein deutscher Sportmediziner und Leichtathletiktrainer.

## Leben
Stechemesser, der als aktiver Leichtathlet auf den 1500-Meter-Lauf spezialisiert war, studierte an der Deutschen Hochschule für Körperkultur (DHfK) in Leipzig, seine Diplomarbeit aus dem Jahr 1973 trug den Titel „Die Leitung des Nachwuchsleistungssports in den Kreisen unter Berücksichtigung der territorialen Bedingungen“. Er absolvierte zudem ein Medizinstudium und wurde 1984 Facharzt für Sportmedizin und war an der sportmedizinischen Abteilung der DHfK tätig, sein Schwerpunkt lag in der Leistungsdiagnostik der Ausdauersportarten. In seiner Trainertätigkeit war Stechemesser eigenen Angaben nach „Verfechter des Intervalltrainings“.
Nach dem Ende der Deutschen Demokratischen Republik ging er nach Österreich und war dort ab 1991 als Sportarzt in Aspach tätig. Als medizinischer Leiter eines dortigen Rehazentrums gehörten auch deutsche Biathleten und Skilangläufer zu seinen Patienten. Darüber hinaus betreute er als Leichtathletiktrainer Spitzensportler wie Stefan Matschiner, Theresia Kiesl, Stephanie Graf, Susanne Pumper, Simon Vroemen und Jolanda Ceplak. Stechemesser habe die österreichische Leichtathletik „in den vergangenen zwei Jahrzehnten geprägt und dieser ihre raren Erfolge beschert“, beschrieb die Wiener Zeitung im April 2011 das Wirken des Deutschen.
Vroemen, Ceplak und Pumper wurden wegen Dopingvergehen gesperrt. Eine Verantwortung wies er diesbezüglich zurück. Er sei für die Trainingspläne verantwortlich und halte Kontakt per Telefon oder E-Mail, jeden Schritt der Sportler überwache er nicht, so Stechemesser 2008. Die wegen Blutdoping belangte Graf warf ihm vor, sie an das Institut „Humanplasma“ vermittelt zu haben, welches Eigenblut-Doping bei Sportlern durchführte. Gegen die Aussage von Dopingbekämpfer Wilhelm Lilge, Stechemesser sei ein „Dopinghintermann“, ging dieser rechtlich vor. Stechemessers Klage wurde jedoch erstinstanzlich abgewiesen, da Lilge laut Urteilsbegründung den Nachweis habe erbringen können, dass in Österreich ein mafiaähnliches Dopingnetzwerk bestand und Stechemesser einer der Hintermänner gewesen sei. Stechemesser beklagte in einem Gespräch mit den Oberösterreichischen Nachrichten im November 2008, beim Thema Doping stehe er „automatisch unter Verdacht, weil ich aus der Ex-DDR komme“. Die Gleichung „Medizin plus DDR plus Sport ist gleich Doping“ stimme nicht, so Stechemesser.
Stechemesser war bis zu seinem Rentenbeginn im September 2018 als Sportarzt in Aspach tätig.